# BYD Song
Der BYD Song (chinesisch 宋) ist ein SUV des chinesischen Automobilherstellers BYD Auto, einer Tochtergesellschaft des BYD-Konzerns. Benannt ist das Fahrzeug nach der chinesischen Song-Dynastie. Auf anderen Märkten wie in Costa Rica oder Uruguay wird das SUV als BYD S3 oder BYD S5 vermarktet.
Die seit 2020 bzw. 2023 gebauten Song Plus und Song L sind in der Modellpalette oberhalb des Song eingeordnet. Der Song Max ist ein seit 2017 angebotener Van.

## 1. Generation (2015–2019)
| Sterne im C-NCAP-Crashtest (2016) |

Die erste Generation des SUV wurde erstmals im April 2015 auf der Shanghai Auto Show vorgestellt. Im Oktober 2015 startete der Verkauf des Song mit Verbrennungsmotoren. Eine Version mit einem Plug-in-Hybrid-Antrieb folgte Anfang 2016. Mit dem Song EV300 folgte 2017 noch eine Variante mit Elektromotor, die 2018 zuerst vom Song EV400, dann vom Song EV500 mit einer höheren Reichweite abgelöst wurde. Ende August 2018 erhielt der Song ein Facelift, das sich optisch an die zweite Generation des BYD Tang anlehnt.

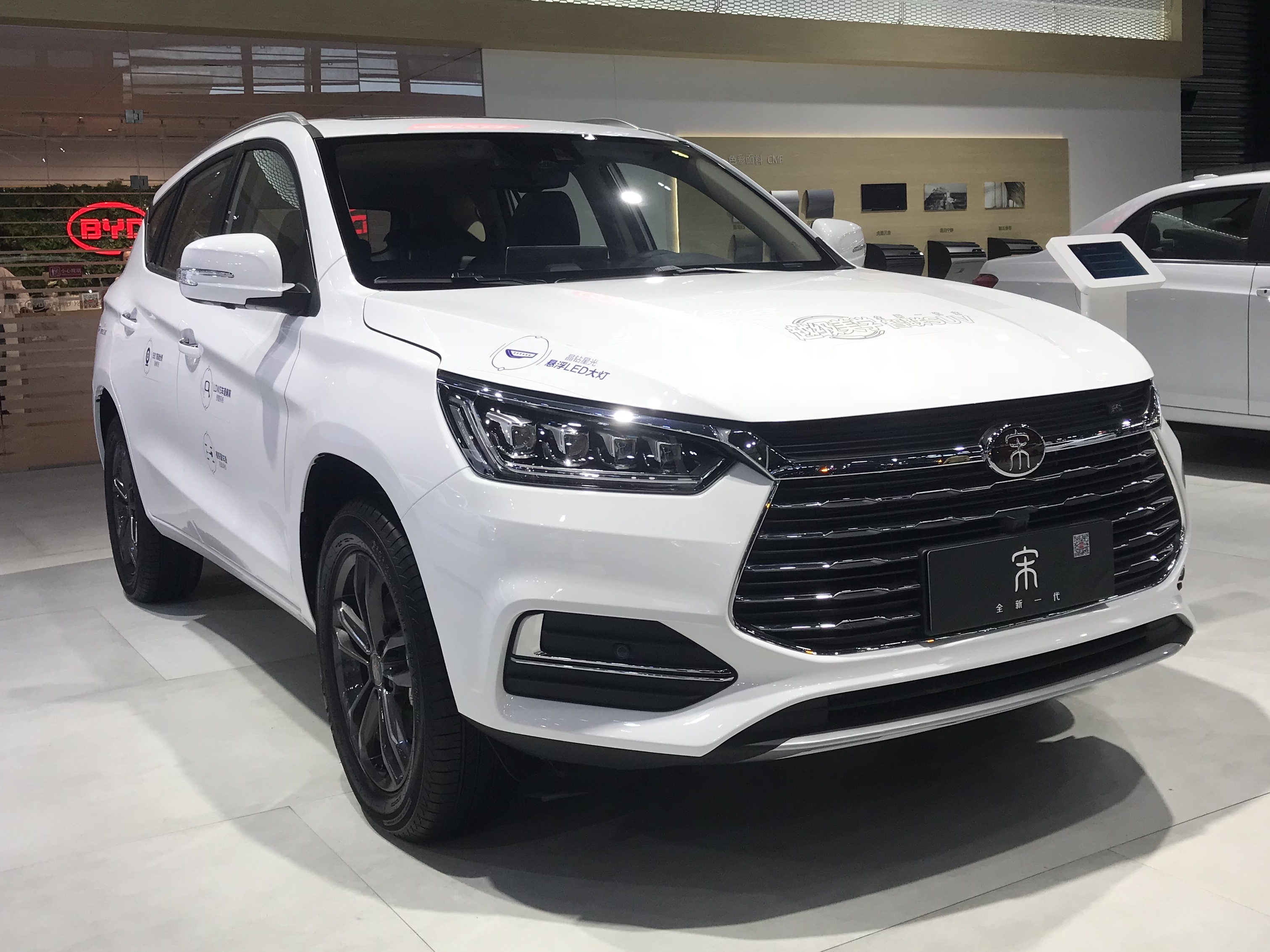
BYD Song (2018–2019)
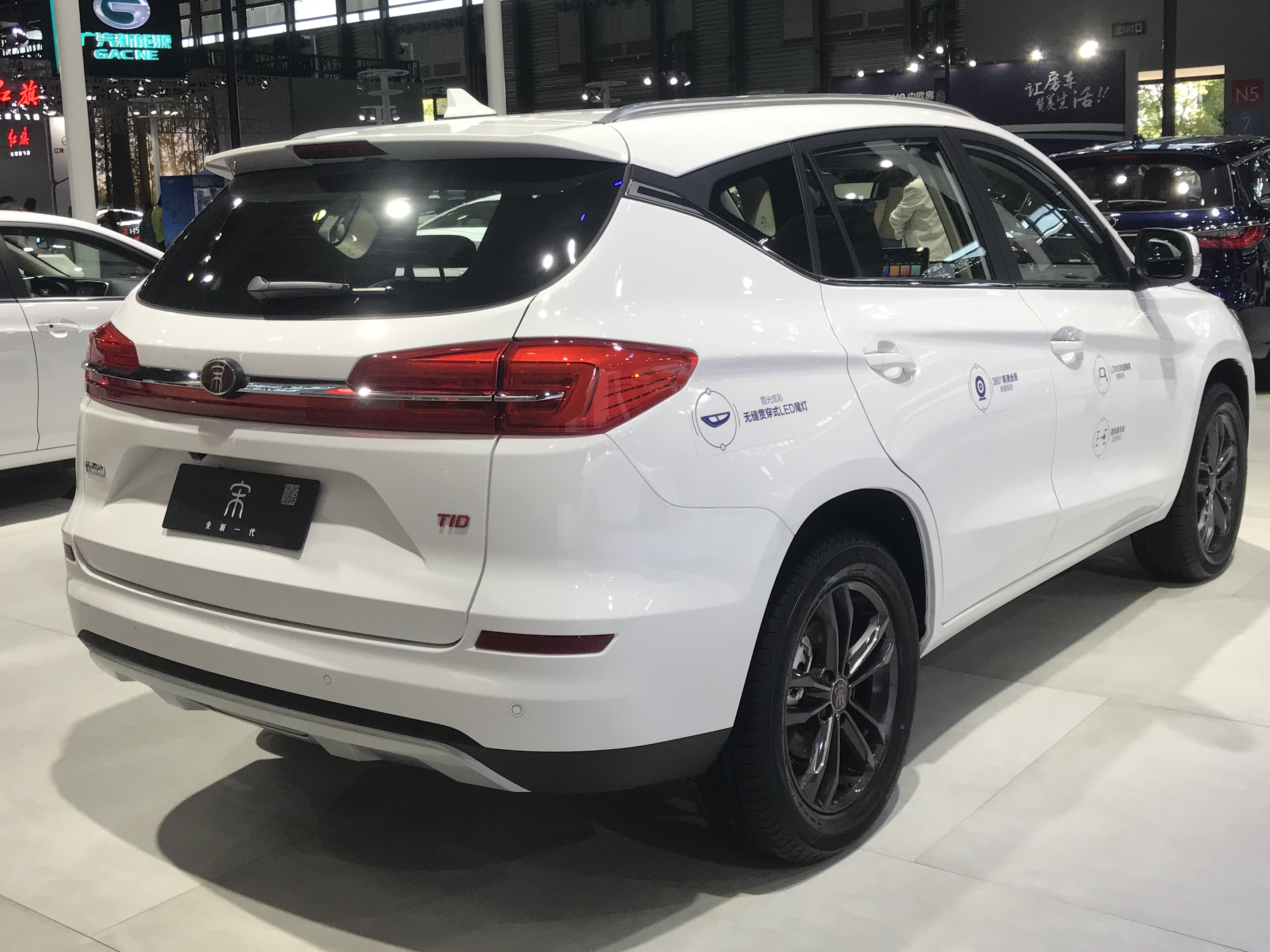
Heckansicht
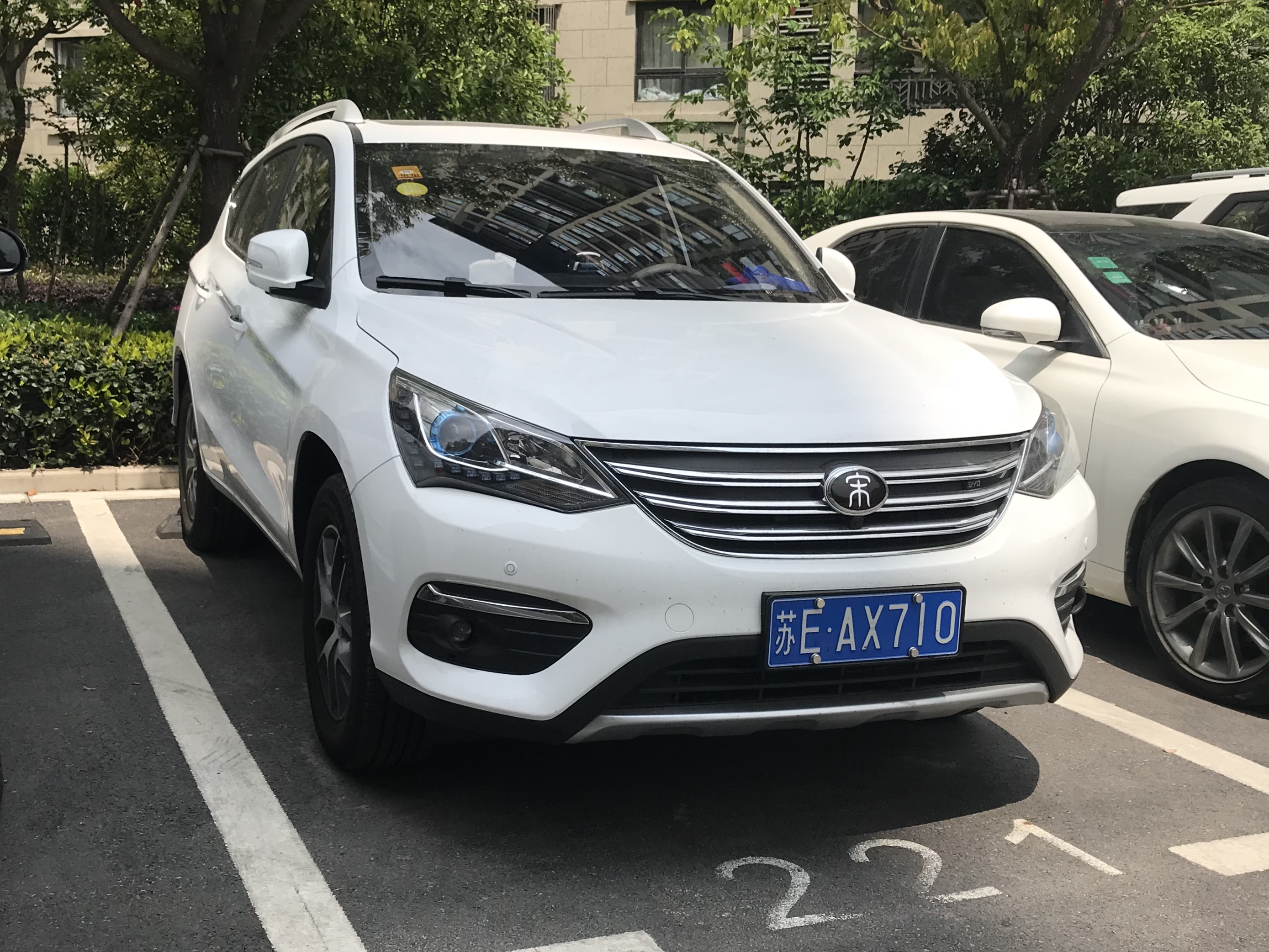
BYD Song EV400 (2018–2019)
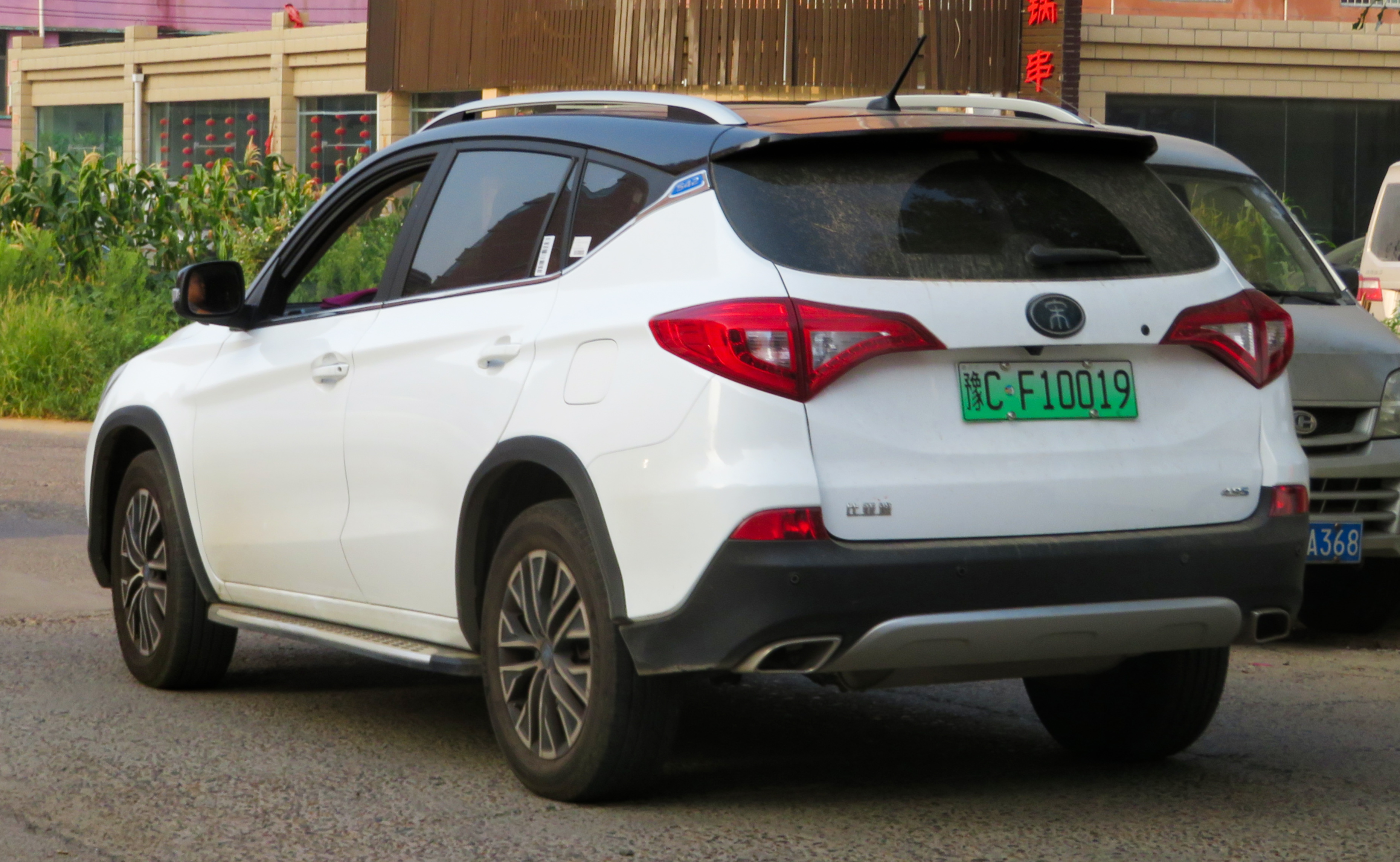
Heckansicht

### Technische Daten
Die beiden zum Marktstart verfügbaren Ottomotoren leisten wahlweise 113 kW (154 PS) oder 151 kW (205 PS). Der Plug-in-Hybrid DM kommt auf eine Systemleistung von 333 kW (453 PS). Als Verbrennungsmotor kommt der 113 kW (154 PS) starke 1,5-Liter-Ottomotor zum Einsatz, die Kombination mit den beiden jeweils 110 kW (150 PS) starken Elektromotoren ist bereits aus dem BYD Tang bekannt. Die Elektroversion wird von einem 160 kW (218 PS) starken Elektromotor angetrieben.
| Kenngrößen                                  | Song 1.5                     | Song 2.0                     | Song DM                         | Song EV300      | Song EV400      | Song EV500      |
| ------------------------------------------- | ---------------------------- | ---------------------------- | ------------------------------- | --------------- | --------------- | --------------- |
| Bauzeitraum                                 | 10/2015–07/2019              | 10/2015–08/2018              | 04/2017–07/2019                 | 04/2016–04/2018 | 04/2018–08/2018 | 08/2018–07/2019 |
| Motorkenndaten                              |                              |                              |                                 |                 |                 |                 |
| Motortyp                                    | R4-Ottomotor                 | R4-Ottomotor                 | R4-Ottomotor + 2 Elektromotoren | Elektromotor    | Elektromotor    | Elektromotor    |
| Hubraum                                     | 1497 cm³                     | 1991 cm³                     | 1497 cm³                        | —               | —               | —               |
| max. Leistung Verbrennungsmotor             | 113 kW (154 PS) bei 5200/min | 151 kW (205 PS) bei 5500/min | 113 kW (154 PS) bei 5200/min    | —               | —               | —               |
| max. Leistung Elektromotoren                | —                            | —                            | 2 × 110 kW (150 PS)             | 160 kW (218 PS) | 160 kW (218 PS) | 160 kW (218 PS) |
| Leistung Gesamtsystem                       | —                            | —                            | 333 kW (453 PS)                 | —               | —               | —               |
| max. Drehmoment Verbrennungsmotoren         | 240 Nm bei 1750–3500/min     | 320 Nm bei 1750–4500/min     | 240 Nm bei 1750–3500/min        | —               | —               | —               |
| max. Drehmoment E-Motor                     | —                            | —                            | 2 × 250 Nm                      | 310 Nm          | 310 Nm          | 310 Nm          |
| Drehmoment Gesamtsystem                     | —                            | —                            | 740 Nm                          | —               | —               | —               |
| Kraftübertragung                            |                              |                              |                                 |                 |                 |                 |
| Antrieb, serienmäßig                        | Vorderradantrieb             | Vorderradantrieb             | Allradantrieb                   |                 |                 |                 |
| Getriebe, serienmäßig                       | 6-Gang-Schaltgetriebe        | 6-Stufen-Automatikgetriebe   | 6-Stufen-Automatikgetriebe      |                 |                 |                 |
| Getriebe, optional                          | 6-Stufen-Automatikgetriebe   | —                            | —                               | —               | —               | —               |
| Messwerte                                   |                              |                              |                                 |                 |                 |                 |
| Höchstgeschwindigkeit                       | 180 km/h                     |                              | 180 km/h                        | 140 km/h        | 140 km/h        | 150 km/h        |
| Beschleunigung, 0–100 km/h                  | 10,4 s                       |                              | 4,9 s                           |                 |                 | 8,5 s           |
| Kraftstoffverbrauch auf 100 km (kombiniert) | 7,4 l Super                  |                              | 1,4 l Super                     | —               | —               | —               |
| Tankinhalt                                  | 66 l                         | 66 l                         | 52 l                            | —               | —               | —               |
| Batterie (Lithium-Ionen-Polymer)            | —                            | —                            |                                 | 48 kWh          | 62 kWh          | 62 kWh          |
| elektrische Reichweite                      | —                            | —                            | > 80 km                         | 300 km          | 400 km          | 500 km          |

## 2. Generation (seit 2019)
Die zweite Generation des Song wurde im April 2019 auf der Shanghai Auto Show vorgestellt. Im Juli 2019 kam das SUV auf dem chinesischen Markt in den Handel. Eine überarbeitete Version folgte im Februar 2023 und im September 2024. Wieder ist die Baureihe mit Verbrennungsmotor, als Plug-in-Hybrid und als Elektrofahrzeug verfügbar.
Der im September 2024 vorgestellte BYD Sea Lion 05 ist technisch ähnlich zum Song.

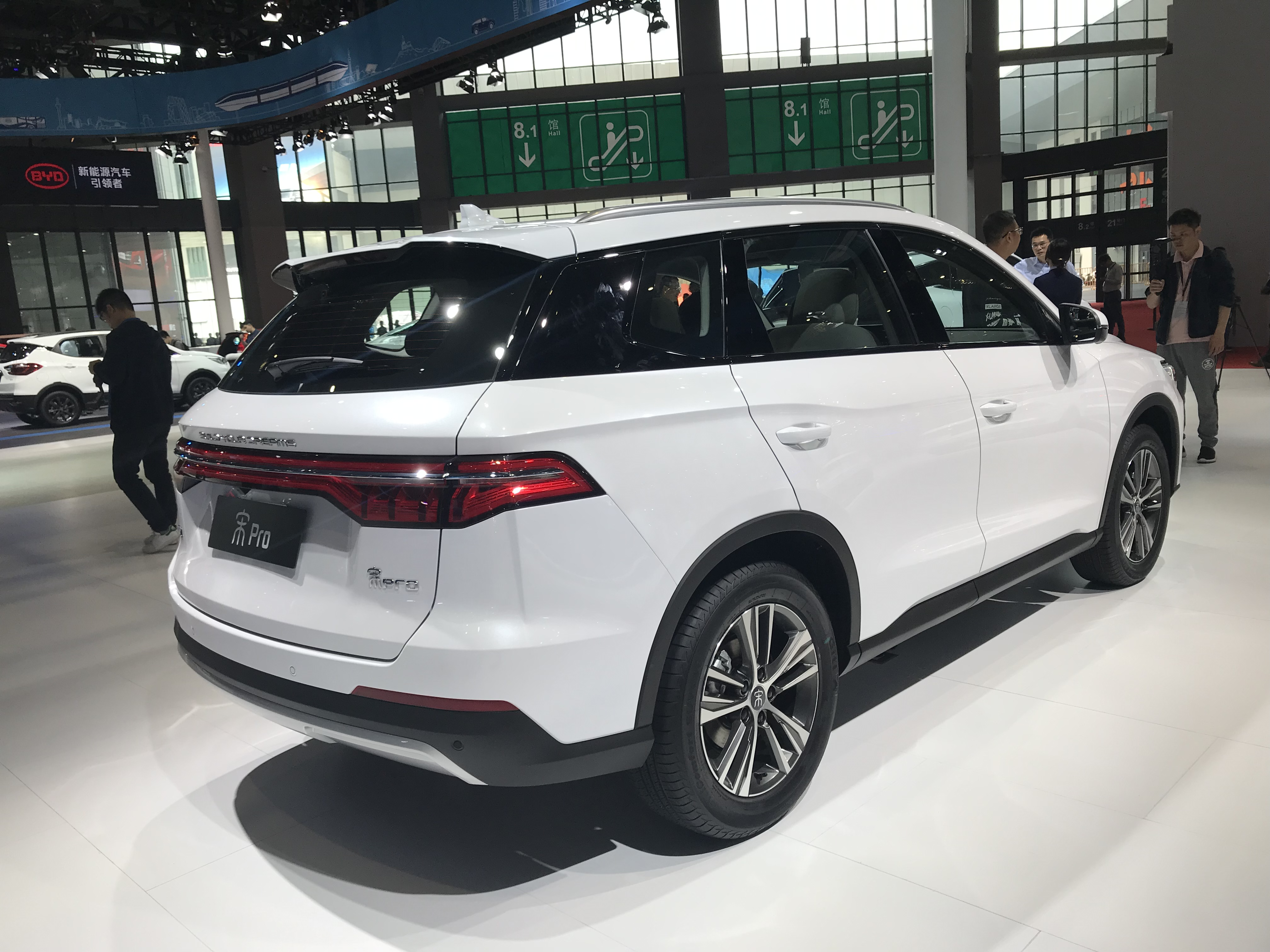
Heckansicht
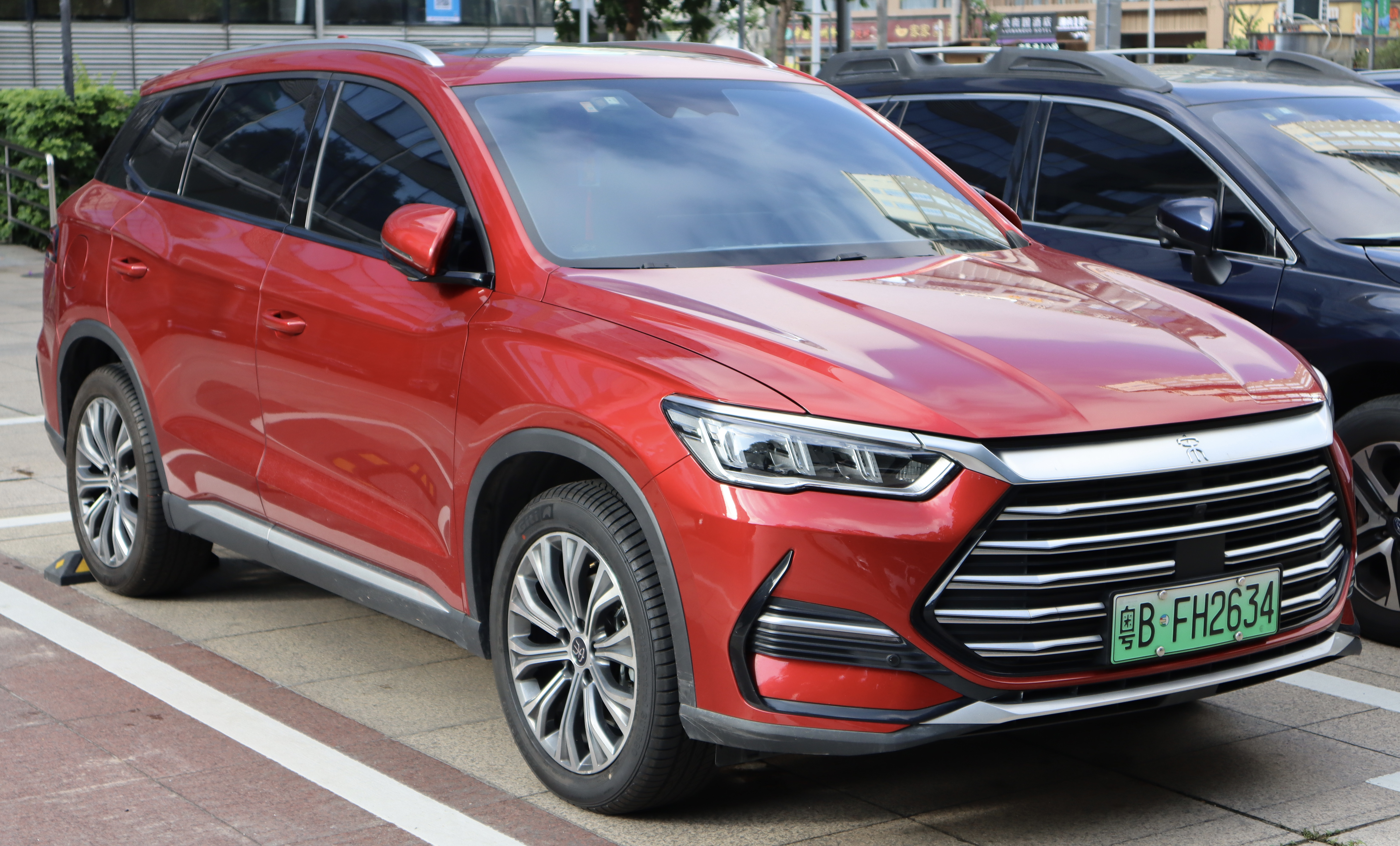
BYD Song (2023–2024)
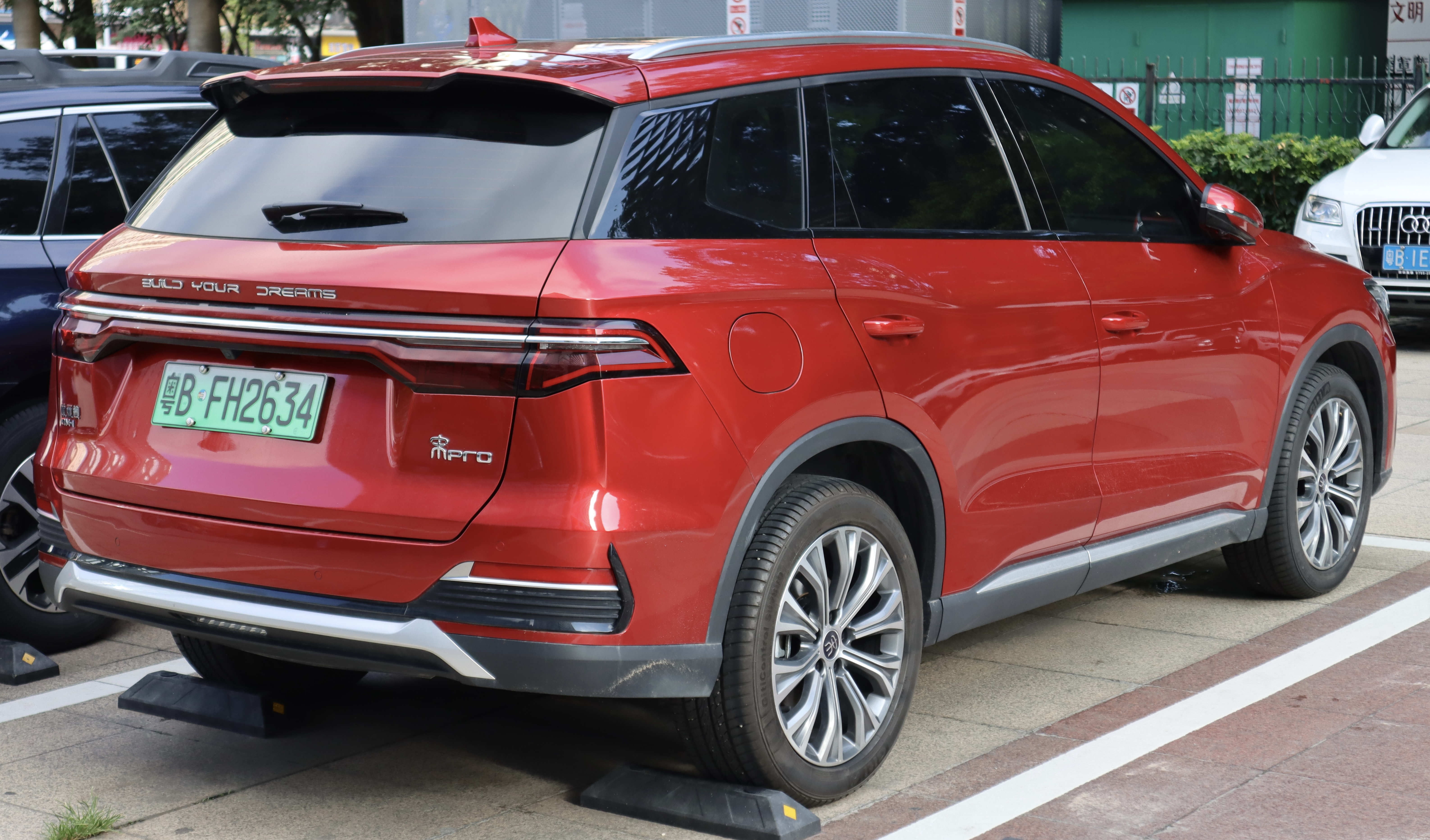
Heckansicht
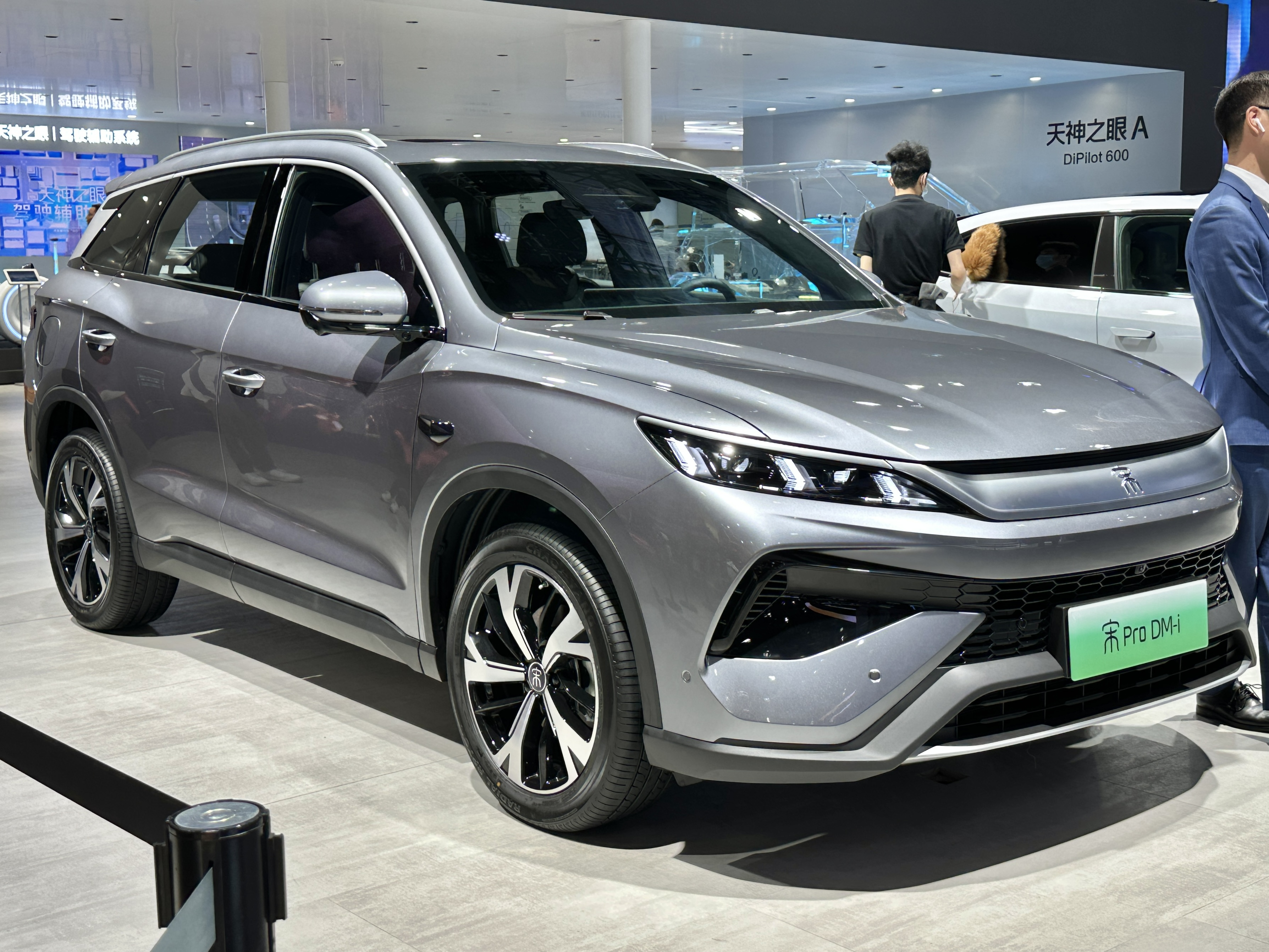
BYD Song (seit 2024)
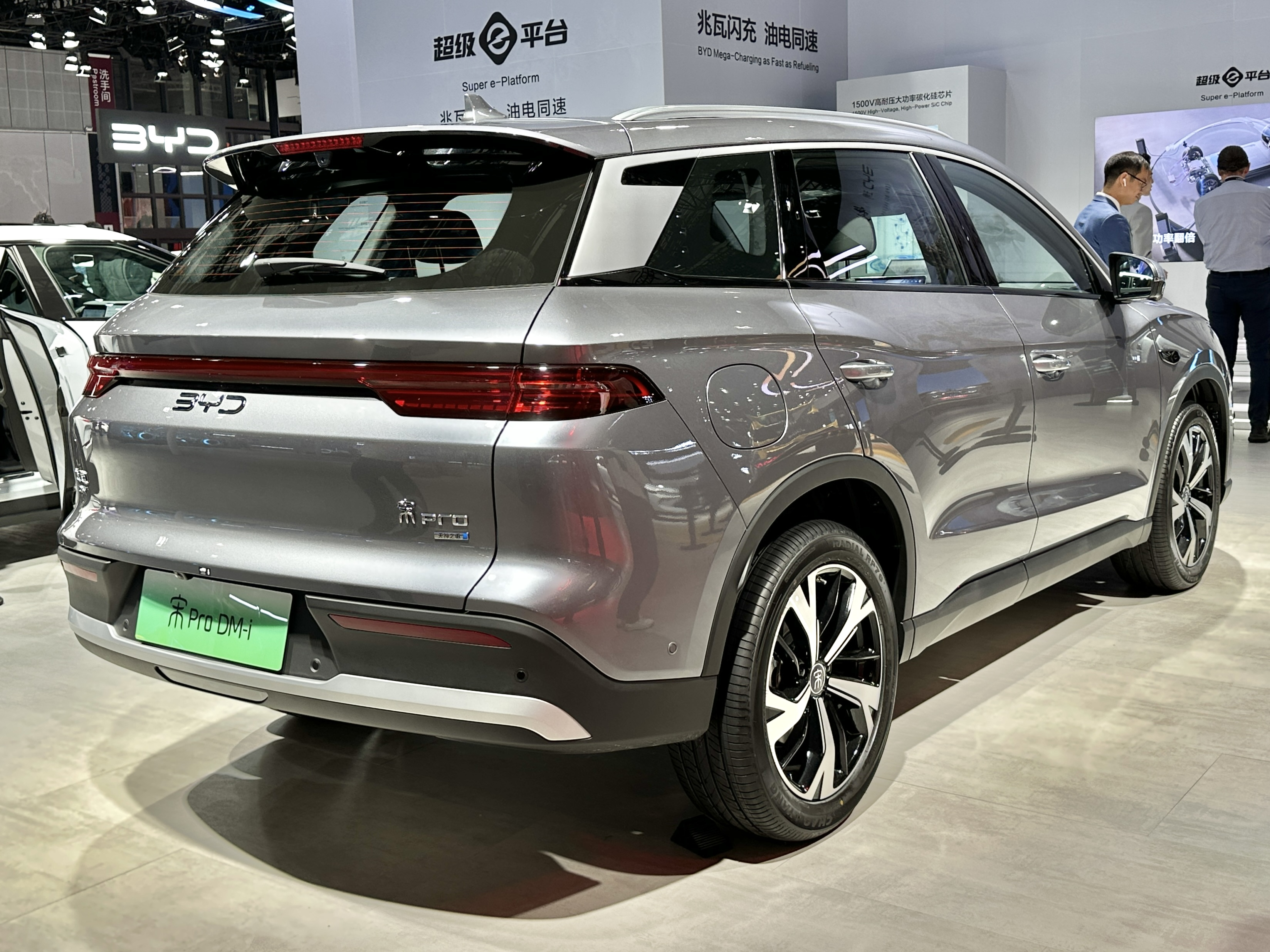
Heckansicht

### Technische Daten
| Kenngrößen                                  | Song 1.5T                        | Song 1.5T                        | Song 1.5T                        | Song DM                          | Song DM                           | Song DM-i                   | Song DM-i                   | Song DM-i                   | Song DM-i                   | Song DM-i                   | Song EV                     | Song EV                     |
| ------------------------------------------- | -------------------------------- | -------------------------------- | -------------------------------- | -------------------------------- | --------------------------------- | --------------------------- | --------------------------- | --------------------------- | --------------------------- | --------------------------- | --------------------------- | --------------------------- |
| Bauzeitraum                                 | 07/2019–04/2021                  | 04/2021–03/2022                  | 04/2021–03/2022                  | 07/2019–08/2022                  | 07/2019–08/2022                   | 11/2021–05/2023             | 05/2023–09/2024             | 11/2021–09/2024             | seit 09/2024                | seit 09/2024                | 07/2019–08/2022             | 07/2019–08/2022             |
| Motorkenndaten                              |                                  |                                  |                                  |                                  |                                   |                             |                             |                             |                             |                             |                             |                             |
| Motortyp                                    | R4-Ottomotor                     | R4-Ottomotor                     | R4-Ottomotor                     | R4-Ottomotor + Elektromotor      | R4-Ottomotor + 2 Elektromotoren   | R4-Ottomotor + Elektromotor | R4-Ottomotor + Elektromotor | R4-Ottomotor + Elektromotor | R4-Ottomotor + Elektromotor | R4-Ottomotor + Elektromotor | Elektromotor                | Elektromotor                |
| Hubraum                                     | 1497 cm³                         | 1497 cm³                         | 1497 cm³                         | 1497 cm³                         | 1497 cm³                          | 1498 cm³                    | 1498 cm³                    | 1498 cm³                    | 1498 cm³                    | 1498 cm³                    | —                           | —                           |
| max. Leistung Verbrennungsmotor             | 118 kW (160 PS) bei 5200/min     | 118 kW (160 PS) bei 5200/min     | 136 kW (185 PS) bei 5500/min     | 118 kW (160 PS) bei 5200/min     | 118 kW (160 PS) bei 5200/min      | 81 kW (110 PS) bei 6000/min | 81 kW (110 PS) bei 6000/min | 81 kW (110 PS) bei 6000/min | 74 kW (101 PS)              | 74 kW (101 PS)              | —                           | —                           |
| max. Leistung Elektromotoren                | —                                | —                                | —                                | 120 kW (163 PS)                  | 110 kW (150 PS) + 120 kW (163 PS) | 132 kW (179 PS)             | 145 kW (197 PS)             | 145 kW (197 PS)             | 120 kW (163 PS)             | 120 kW (163 PS)             | 120 kW (163 PS)             | 135 kW (184 PS)             |
| Leistung Gesamtsystem                       | —                                | —                                | —                                | 238 kW (324 PS)                  | 348 kW (473 PS)                   | 132 kW (179 PS)             | 145 kW (197 PS)             | 145 kW (197 PS)             | 120 kW (163 PS)             | 120 kW (163 PS)             | —                           | —                           |
| max. Drehmoment Verbrennungsmotoren         | 245 Nm bei 1600–4000/min         | 245 Nm bei 1600–4000/min         | 288 Nm bei 1500–3700/min         | 245 Nm bei 1600–4000/min         | 245 Nm bei 1600–4000/min          | 135 Nm bei 4500/min         | 135 Nm bei 4500/min         | 135 Nm bei 4500/min         | 126 Nm                      | 126 Nm                      | —                           | —                           |
| max. Drehmoment E-Motor                     | —                                | —                                | —                                | 280 Nm                           | 250 Nm + 280 Nm                   | 316 Nm                      | 325 Nm                      | 325 Nm                      | 210 Nm                      | 210 Nm                      | 280 Nm                      | 280 Nm                      |
| Drehmoment Gesamtsystem                     | —                                | —                                | —                                | 525 Nm                           | 775 Nm                            | 316 Nm                      | 325 Nm                      | 325 Nm                      | 210 Nm                      | 210 Nm                      | —                           | —                           |
| Kraftübertragung                            |                                  |                                  |                                  |                                  |                                   |                             |                             |                             |                             |                             |                             |                             |
| Antrieb, serienmäßig                        | Vorderradantrieb                 | Vorderradantrieb                 | Vorderradantrieb                 | Allradantrieb                    | Allradantrieb                     | Vorderradantrieb            | Vorderradantrieb            | Vorderradantrieb            | Vorderradantrieb            | Vorderradantrieb            | Vorderradantrieb            | Vorderradantrieb            |
| Getriebe, serienmäßig                       | 6-Stufen-Doppelkupplungsgetriebe | 6-Gang-Schaltgetriebe            | 7-Stufen-Doppelkupplungsgetriebe | 6-Stufen-Doppelkupplungsgetriebe | 6-Stufen-Doppelkupplungsgetriebe  | Stufenloses Getriebe        | Stufenloses Getriebe        | Stufenloses Getriebe        | Stufenloses Getriebe        | Stufenloses Getriebe        | 1-Stufen-Reduktionsgetriebe | 1-Stufen-Reduktionsgetriebe |
| Getriebe, optional                          | —                                | 7-Stufen-Doppelkupplungsgetriebe | —                                | —                                | —                                 | —                           | —                           | —                           | —                           | —                           | —                           | —                           |
| Messwerte                                   |                                  |                                  |                                  |                                  |                                   |                             |                             |                             |                             |                             |                             |                             |
| Höchstgeschwindigkeit                       |                                  |                                  |                                  |                                  |                                   | 170 km/h                    | 170 km/h                    | 170 km/h                    | 180 km/h                    | 180 km/h                    |                             |                             |
| Beschleunigung, 0–100 km/h                  | 10,8 s                           |                                  |                                  | 6,5 s                            | 4,7 s                             | 8,5 s                       | 8,3 s                       | 7,9 s                       | 8,3 s                       | 8,5 s                       |                             | 9,5 s                       |
| Kraftstoffverbrauch auf 100 km (kombiniert) | 8,9 l Super                      |                                  |                                  | 1,3 l Super                      | 1,4 l Super                       | 1,5 l Super                 | k. A.                       | 0,9 l Super                 | 2,1 l Super                 | 1,1 l Super                 | —                           | —                           |
| Tankinhalt                                  | 63 l                             | 63 l                             | 63 l                             | 52 l                             | 52 l                              | 52 l                        | 52 l                        | 52 l                        | 52 l                        | 52 l                        | —                           | —                           |
| Batterie (Lithium-Ionen-Polymer)            | —                                | —                                | —                                | 15,7 kWh                         | 15,7 kWh                          | 8,3 kWh                     | 12,9 kWh                    | 18,3 kWh                    | 12,9 kWh                    | 18,3 kWh                    | 59,1 kWh                    | 71 kWh                      |
| elektrische Reichweite                      | —                                | —                                | —                                | 81 km                            | 81 km                             | 51 km                       | 71 km                       | 110 km                      | 75 km                       | 115 km                      | 405 km                      | 502 km                      |

## Verkaufszahlen
2023 wurde der BYD Song weltweit 636.533 mal verkauft, davon 93.382 Einheiten mit batterieelektrischem Antrieb.
|  |

|  |

|  |

|  |

|  |

|  |

|  |

|  |

|  |

|  |

|  |

|  |

|  |

|  |

|  |

|  |

|  |

|  |

|  |

|  |

|  |

|  |

|  |

|  |

|  |

|  |

|  |

|  |

|  |

|  |

|  |

|  |

|  |

|  |

|  |

|  |

|  |

|  |

|  |

|  |

|  |

|  |

|  |

|  |

|  |

|  |

|  |

|  |

|  | PHEV (1.020.245) |

|  | PHEV (1.020.245) |

|  | Elektro (93.382) |

|  | Elektro (93.382) |